# SING SING SING
『SING SING SING』（シング シング シング）は、ベリーグッドマンの1枚目のオリジナル・アルバム。2014年4月23日にインディーズとして発売された。品番はZLCP-0158。

## 概要
- タイトル「SING SING SING」はグループ名の由来となったベニー・グッドマンの曲「Sing, Sing, Sing」より[1]。
- インディーズグループのデビュー曲としては異例の数のタイアップを獲得した「コンパス」やTBS系『ひるおび!』などのタイアップとなった「ファンファーレ」を収録。
- iTunesアルバム総合チャート6位、レゲエチャート1位、オリコンインディーズアルバムチャート4位を獲得する[2]。
- 「イントロ」でしゃべっているのはRoverの甥（次姉の次男）[3]。
- 「It's more love」はRoverとHiDEXがベリーグッドマン結成前に組んでいた「Roofy」時代の楽曲を再制作した。
- 「エスコート」の編曲はミュージシャンであるHiDEXの兄のNAO。

## 収録曲
| #         | タイトル            | 作詞             | 作曲             | 編曲      | 時間  |
| --------- | ------------------- | ---------------- | ---------------- | --------- | ----- |
| 1.        | 「イントロ」        | ベリーグッドマン | ベリーグッドマン | HiDEX     | 0:14  |
| 2.        | 「コンパス」        | ベリーグッドマン | ベリーグッドマン | HiDEX     | 4:41  |
| 3.        | 「Good Time」       | ベリーグッドマン | ベリーグッドマン | HiDEX     | 3:07  |
| 4.        | 「You&Me」          | ベリーグッドマン | ベリーグッドマン | HiDEX     | 2:57  |
| 5.        | 「ファンファーレ」  | ベリーグッドマン | ベリーグッドマン | HiDEX     | 4:25  |
| 6.        | 「It's more love」  | ベリーグッドマン | ベリーグッドマン | HiDEX     | 4:04  |
| 7.        | 「Brand New World」 | ベリーグッドマン | ベリーグッドマン | HiDEX     | 4:21  |
| 8.        | 「エスコート」      | ベリーグッドマン | ベリーグッドマン | NAO       | 4:59  |
| 9.        | 「バイバイ」        | ベリーグッドマン | ベリーグッドマン | HiDEX     | 4:19  |
| 合計時間: | 合計時間:           | 合計時間:        | 合計時間:        | 合計時間: | 33:07 |

## タイアップ
| 曲名           | タイアップ                                                            |
| -------------- | --------------------------------------------------------------------- |
| コンパス       | テレビ東京系列「超流派」2014年3月度エンディングテーマ                 |
| コンパス       | 九州朝日放送「ドォーモ」2014年3月度エンディングテーマ                 |
| コンパス       | メ～テレ「ザキロバ！アンシュラのススメ」2014年3月度エンディングテーマ |
| コンパス       | 長崎文化放送「JUNK BOX」2014年4月エンディングテーマ                   |
| コンパス       | 長崎文化放送 2014年3月度「スーパーJチャンネルながさき」内天気予報BGM  |
| コンパス       | 熊本県民テレビ「ROCKET COMPLEX」2014年4月度エンディングテーマ         |
| コンパス       | 熊本県民テレビ「サタデココ」2014年4月エンディングテーマ               |
| コンパス       | 鹿児島テレビ「ゆうテレ」2014年4月度エンディングテーマ                 |
| コンパス       | 九州朝日放送「V3」2014年4月度エンディングテーマ                       |
| コンパス       | 北海道テレビ「イチオシ！プラス」2014年4月度エンディングテーマ         |
| コンパス       | 北海道テレビ「情報マルシェ！」2014年4月度エンディングテーマ           |
| コンパス       | 熊本県民テレビ 2014年4月度「テレビタミン」内BGM                       |
| コンパス       | TBS系『ひるおび!』2014年6月度エンディングテーマ                       |
| コンパス       | TBS系「スーパーサッカー」2018年4月･5月エンディングテーマ              |
| ファンファーレ | TBS系『ひるおび!』2014年5月度エンディングテーマ                       |
| ファンファーレ | テレビ東京系列「超流派」2014年5月度オープニングテーマ                 |
| ファンファーレ | MBSラジオ『ベースボールパークEXトラ!』テーマソング（2021年 - ）       |

## プロ野球選手登場曲一覧
- コンパス
  - 埼玉西武ライオンズ - 増田達至（2014年 - 2016年シーズン途中・2018年）
- ファンファーレ
  - 東北楽天ゴールデンイーグルス - 島内宏明（2017年 - 2017年途中）
  - 福岡ソフトバンクホークス - 今宮健太（2018年）
  - 中日ドラゴンズ - 石岡諒太（2017年 - 2019年）
  - 中日ドラゴンズ - 大野奨太（2020年 - 2023年）
  - 阪神タイガース - 大山悠輔（2022年 - 同年途中）※偶数打席